# Hildenbrandiophycidae
Sous-classe
Les Hildenbrandiophycidae sont une sous-classe d'algues rouges de la classe des Florideophyceae. 

## Liste des ordres
Selon AlgaeBase (17 mai 2012) :
- ordre des Hildenbrandiales Pueschel & Cole

Selon World Register of Marine Species (17 mai 2012) :
- ordre des Hildenbrandiales